# 79117 Brydonejack
79117 Brydonejack este un asteroid din centura principală de asteroizi.

## Descriere
79117 Brydonejack este un asteroid din centura principală de asteroizi. A fost descoperit pe 16 august 1988 la Observatorul Palomar de Carolyn S. Shoemaker și Eugene M. Shoemaker. Asteroidul prezintă o orbită caracterizată de o semiaxă mare de 2,24 ua, o excentricitate de 0,26 și o înclinație de 3,4° în raport cu ecliptica.